# 大官长 (拜占庭帝国)
“大官长”（“伟大的统治者（官员）”）是拜占庭帝国13-14世纪存在的一个宫廷头衔。  

## 历史与职能
“μέγας ἄρχων”一词原本用来翻译外国君主的头衔，可译作“伟大的统治者”，例如10世纪中期君士坦丁七世在《帝国行政论》第40章称马扎尔人的君主阿尔帕德为“突厥[马扎尔]人的大君”。在拜占庭国内，“ἄρχων”可用来称呼各种有一定地位的官员，在伪科迪诺斯《官职书》中，可用来指代所有拥有宫廷头衔者。 
尼西亚帝国的皇帝塞奥多利二世（1254-1258年在位）第一个设立了名为“大官长”的宫廷头衔等级，最初指的是皇帝的随从中等级最高的官员。在14世纪中叶的伪科迪诺斯《官职书》中，它已成为无任何具体职责的荣誉头衔；在《官职书》中，“大官长”在头衔中排行第35，低于首席持剑者（πρωτοσπαθάριος），高于宫廷塔塔斯（τατᾶς τῆς αὐλῆς）。另一些不同时代的官职书赋予了它不同的排名，可能反映安德洛尼卡二世（1282-1328年在位）或安德洛尼卡三世（1328-1341年在位）时期情况的《法学六卷》附录将其排在第38位。Xeropot. 191中的列表将其放在第34位，15世纪抄本Paris. gr. 1783的官职表中则没有这一头衔根据伪科迪诺斯的说法，“大官长”的宫廷制服包括：金色锦缎帽子（σκιάδιον）、素色的丝绸长袍（卡巴迪翁），在典礼、节庆场合，他要戴由金色、柠檬色丝绸制成的、饰有金线刺绣的圆顶帽（σκανανίκιον），帽子前面有皇帝坐宝座的肖像、后面有皇帝骑马的肖像，它之下没有属官（dikanikion）。

## 已知头衔持有者
| 名字                                                                           | 任期              | 任命者         | 注释 | 来源          |
| ------------------------------------------------------------------------------ | ----------------- | -------------- | --- | ------------- |
| 君士坦丁·马尔加里特斯                                                          | 约1254–1258年     | 塞奥多利二世   | 第一位头衔持有者，此前曾任“信使”（τζαούσιος）、“大信使（μέγας τζαούσιος）”、“连队执政官”（ἄρχων τοῦ ἀλλαγίου） 等官。                                | [ 2 ]         |
| 米海尔                                                                         | 约1284年          | 安德洛尼卡二世 | 仅被提及一次，为“被所有人尊敬者（πανσεβαστός）”、“东部的大官长”、罗得岛与基克拉泽斯群岛的“首领（κεφαλή，总督）”。                                    | [ 9 ]         |
| 安格洛斯·杜卡斯·科穆宁·塔尔哈内奥特斯（Angelos Doukas Komnenos Tarchaneiotes） | 约1295 – 约1332年 | 安德洛尼卡二世 | 帝国将领，后进入修道院，他因宫廷诗人曼努埃尔·菲莱斯的两篇葬礼演说为人所知。                                                                          | [ 10 ]        |
| 马洛勒斯（Maroules）                                                           | 约1303–1305年     | 安德洛尼卡二世 | 帝国将领，曾跟随加泰罗尼亚佣兵团在小亚细亚与奥斯曼人作战，之后成为“军队领队（ἐπὶ τοῦ στρατοῦ）”，于1306-1308年在色雷斯与加泰罗尼亚人作战。           | [ 11 ]        |
| 阿莱克修斯·拉乌尔（Alexios Raoul）                                             | 约1321年          | 安德洛尼卡二世 | 帝国将领，与曼努埃尔·菲莱斯和米海尔·加巴拉斯有通信存世。                                                                                             | [ 12 ] [ 13 ] |
| 德米特里奥斯·安格洛斯（Demetrios Angelos）                                     | 约1332年          | 安德洛尼卡三世 | 皇帝的“家人”（οἰκεῖος），1332年11月与威尼斯的和约的见证者之一。                                                                                      | [ 14 ] [ 15 ] |
| 约翰·帕拉斯冯迪罗斯（John Parasphondylos）                                     | 约1342年          | 约翰五世       | 1342年3月与威尼斯续签和约的见证者之一。 | [ 14 ] [ 16 ] |
| 德米特里奥斯·杜卡斯·卡巴西拉斯                                                 | 约1369年          | 约翰五世       | 在1341-1347年拜占庭内战中忠于约翰六世，时为“大帕皮阿斯（μεγάλ παπίας）”，在哈尔基季基有地产。1369年3月在与佐格拉夫修道院的财产契约中被称为“大官长”。 | [ 14 ] [ 16 ] |
| 卡巴西拉斯（Kabasilas）                                                        | 约1377年          | 未知           | 被称为塞雷斯的“大官长”，可能是德米特里奥斯·杜卡斯·卡巴西拉斯之子。                                                                                   | [ 17 ]        |
| [安东尼]·曼德罗梅诺斯（[Antonios]Mandromenos）                                 | 约1383年          | 未知           | 仅在一份抄本中有记载，其内容可能是“大官长、修道士安东尼·曼德罗梅诺斯”，也可能是“修道士安东尼，大官长曼德罗梅诺斯的仆人”。                            | [ 18 ]        |

## 引用
1. ↑  Bartusis 1997，第382頁.
2. 1 2 3 4  Guilland 1960，第87頁.
3. ↑  Verpeaux 1966，第182頁.
4. ↑  Verpeaux 1966，第138頁.
5. ↑  Verpeaux 1966，第300, 307, 321, 335頁.
6. ↑  Verpeaux 1966，第309頁.
7. ↑  Verpeaux 1966，第303–306頁.
8. ↑  Verpeaux 1966，第161頁.
9. ↑  PLP，19060. Μιχαήλ.
10. ↑  PLP，27473. Ταρχανειώτης, Ἂγγελος ∆ούκας Κομνηνός.
11. ↑  Guilland 1960，第87–88頁.
12. ↑  Guilland 1960，第89頁.
13. ↑  PLP，24108. Ῥαοὺλ Ἀλέξιος.
14. 1 2 3  Guilland 1960，第88頁.
15. ↑  PLP，190. Ἂγγελος ∆ημήτριος.
16. 1 2  PLP，21911. Παρασφόνδυλος Ἰωάννης.
17. ↑  PLP，(10072) → 92224. Καβάσιλας.
18. ↑  PLP，16621. Μανδρομηνὸς Ἀντώνιος.